# Luther-Agricola-sällskapet
Luther-Agricola-sällskapet (finska: Luther-Agricola-Seura) är ett finländskt teologiskt sällskap med säte i Helsingfors, grundat 1940.
Sällskapet utger teologisk litteratur i huvudsak på engelska och tyska inom företrädesvis systematisk teologi och kyrkohistoria. Luther-Agricola-sällskapet har numera två skriftserier: Schriften der Luther-Agricola-Gesellschaft (Publications of the Luther-Agricola Society) på utländska språk och Studia Missiologica et Oecumenica Fennica i huvudsak på finska. Sällskapet ansvarar dessutom för institutionens för systematisk teologis serie Systemaattisen teologian laitoksen julkaisuja. Det utger 2-3 publikationer om året, till stor del doktorsavhandlingar och rapporter från vetenskapliga konferenser.